# Braunia arbuscula
Braunia arbuscula là một loài Rêu trong họ Hedwigiaceae. Loài này được (Welw. & Duby) A. Gepp mô tả khoa học đầu tiên năm 1901.